# Ивановка (Первомайский район)
Ивановка (укр. Іванівка) — посёлок в Первомайском районе Николаевской области Украины.
Население по переписи 2001 года составляло 473 человек. Почтовый индекс — 55272. Телефонный код — 5161.

## Местный совет
55270, Николаевская обл., Первомайский р-н, с. Романова Балка